# Wien Energie Stromnetz

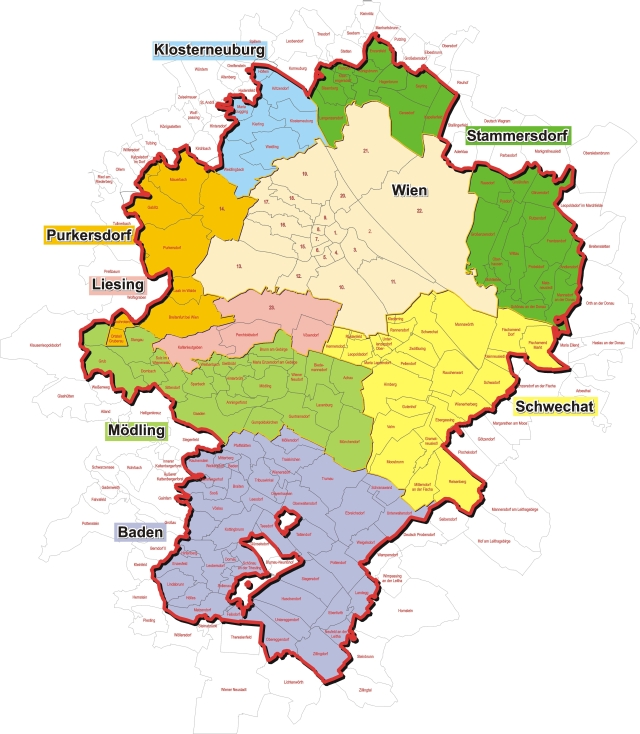
Versorgungsgebiet Wien Energie Stromnetz

Die Wien Energie Stromnetz GmbH war ein Verteilnetzbetreiber und Teil der Wiener Stadtwerke Holding AG, die zu 100 % der Stadt Wien gehört. Ende Juli 2013 wurde das Unternehmen gemeinsam mit Wien Energie Gasnetz zum neu gegründeten Unternehmen Wiener Netze fusioniert.

## Allgemeines
Wien Energie Stromnetz betrieb das Stromnetz für die Stromversorgung der Stadt Wien sowie Teilen von Niederösterreich und dem Burgenland. In Niederösterreich waren dies vor allem die Gemeinden des Bezirkes Mödling und Teile des Bezirks Baden. Grund dafür war die Eingemeindung zahlreicher Gemeinden in ein Groß-Wien von 1938 bis 1954. Eine Ausnahme bildet in Maria Enzersdorf die Südstadt, wo sich der Sitz der Zentrale der EVN befindet, die daher von den Niederösterreichern versorgt wird. Weitere Versorgungsgebiete lagen in der Region um Wildalpen und Ybbstal (Lunz, Göstling) im westlichen Niederösterreich, in dem das Quellgebiet der II. Wiener Hochquellenwasserleitung liegt. Das nach Wien fließende Wasser wird in den von Wien Energie betriebenen Wasserleitungskraftwerk Gaming im Druck reduziert und unter anderem damit die Umgebung mit Strom versorgt.
Die Gründung und Aufnahme des operativen Betriebes erfolgte am 1. Oktober 2005.

### Verteilnetz

380-kV-Netz in Wien

Das Leitungsnetz von Wien Energie Stromnetz umfasste mit Stand 2012 in Summe 43 Umspannwerke im Hochspannungsnetz. Das Verteilnetz besteht aus einer 400-kV-Ebene wie die 400-kV-Nordeinspeisung Wien und davon getrennt zwischen dem Umspannwerk Wien-Südost, Umspannwerk Süd (Wien), Umspannwerk Kendlerstraße und dem Umspannwerk Simmering eine 400-kV-Erdkabelverbindung. Zu den untergeordneten Umspannwerken besteht ein ausgedehntes erdkabelbasierendes Verteilnetz mit 110 kV. Die 220-kV-Ebene kommt in Wien nicht zur Anwendung.
Im Bereich der Mittelspannung besteht ein feinmaschiges Verteilnetz mit 20 kV bzw. 10 kV zu den mit Stand Mitte 2012 über 10.500 Transformatorenstationen, welche die lokalen Niederspannungsnetze speisen. Die niedrigere Mittelspannung von 10 kV wird vor allem im Bereich von älteren und kürzeren Erdkabelsystemen im dichtverbauten Stadtgebiet eingesetzt, da diese Kabelsysteme nicht über eine entsprechende Isolationsfestigkeit verfügen.
Das Umspannwerk mit der ältesten 110-kV-Schaltanlage ist das Umspannwerk Wien-Nord, welches 1957 errichtet wurde.
Wien Energie Stromnetz betrieb in einigen Umspannwerken gasisolierte Schaltanlagen mit SF6-Schutzgas. Die größten SF6-Schaltanlagen befinden sich in den Umspannwerken Simmering und Kendlerstraße, kleinere SF6-Anlagen unter anderem in dem im Jahr 2007 errichteten Umspannwerk Schwechat nahe dem Flughafen Wien.

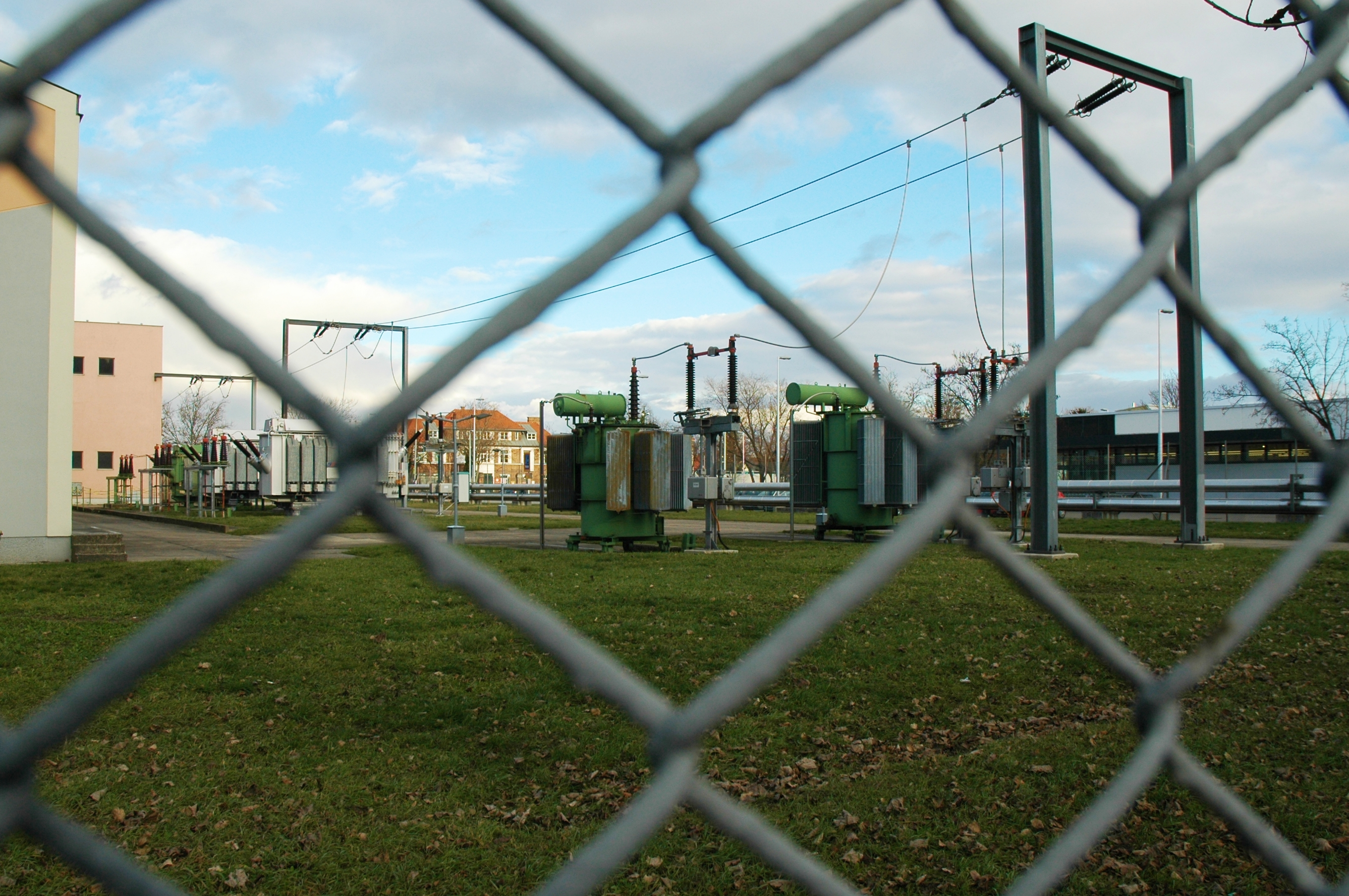
Umspannwerk Stadlau, Aufnahme vom Freifeld
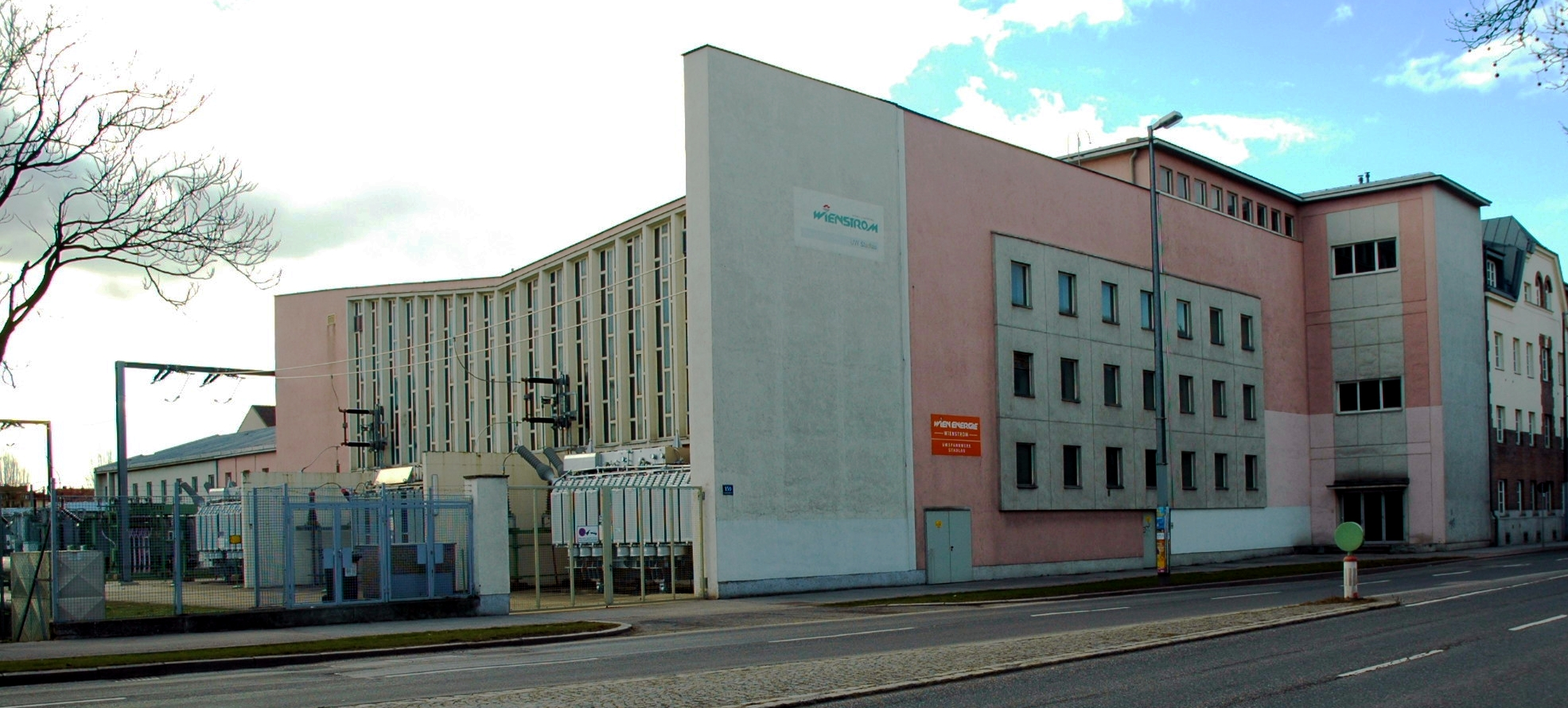
Umspannwerk Stadlau, Aufnahme des Wartengebäudes von der Stadlauer Straße
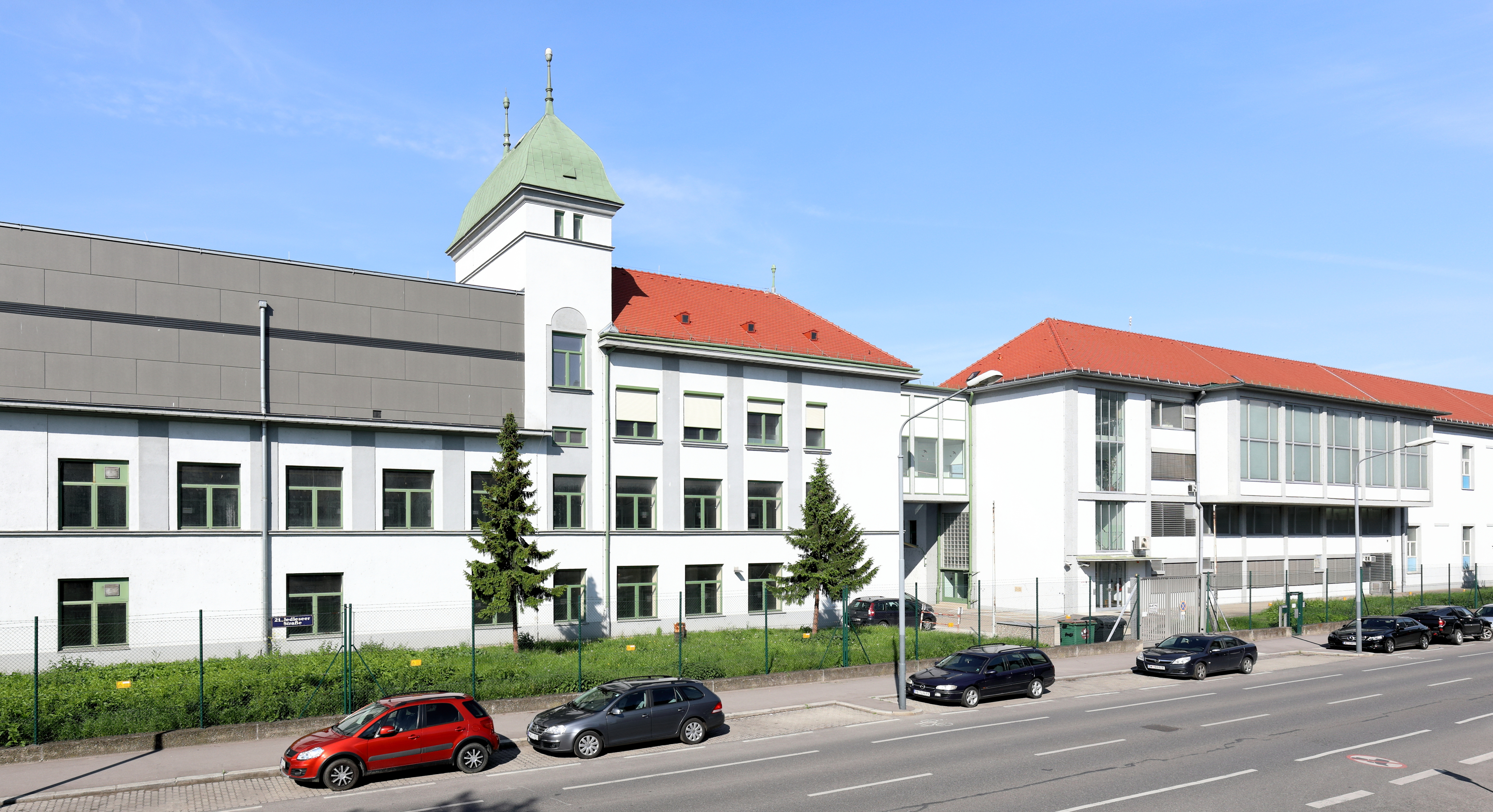
Umspannwerk Nord in Floridsdorf mit 400-kV-Einspeisung